# Sloup se sochou svatého Jana Nepomuckého (Přelouč)
Pískovcový barokní sloup se sochou svatého Jana Nepomuckého se nalézá v malém parčíku na západní straně Masarykova náměstí v městě Přelouč v okrese Pardubice. Sloup byl postaven v roce 1704 na uctění památky obětí morové epidemie. Sloup je od roku 1958 chráněn jako nemovitá kulturní památka ČR.

## Popis
Sloup se sochou svatého Jana Nepomuckého stojí na podstavci tvořeném třemi pískovcovými schody. Na těchto schodech je postaven hranolový sokl se střídmě profilovanou patkou a římsou, na které stojí další sokl ozdobený ze tří stran reliéfní výzdobou tří stěn tvořenou akantovými čtyřlistými rozvilinami. Na zbývající stěně soklu byl původně nápis, který se však vlivem eroze kamene nedochoval. Sokl je zakončen profilovanou římsou.
Na římse tohoto druhého soklu stojí vysoký hladký sloup s profilovanou patkou a zakončený korintskou hlavicí, na které stojí samotná socha světce v životní velikosti oděného v kněžském rouchu s biretem na hlavě. Vousatá hlava světce s delšími vlasy je nakloněna k pravému rameni a je obklopena svatozáří s pěti hvězdami. Světec v rukou drží krucifix.
Sloup prošel v roce 1997 restaurováním.

## Fotogalerie

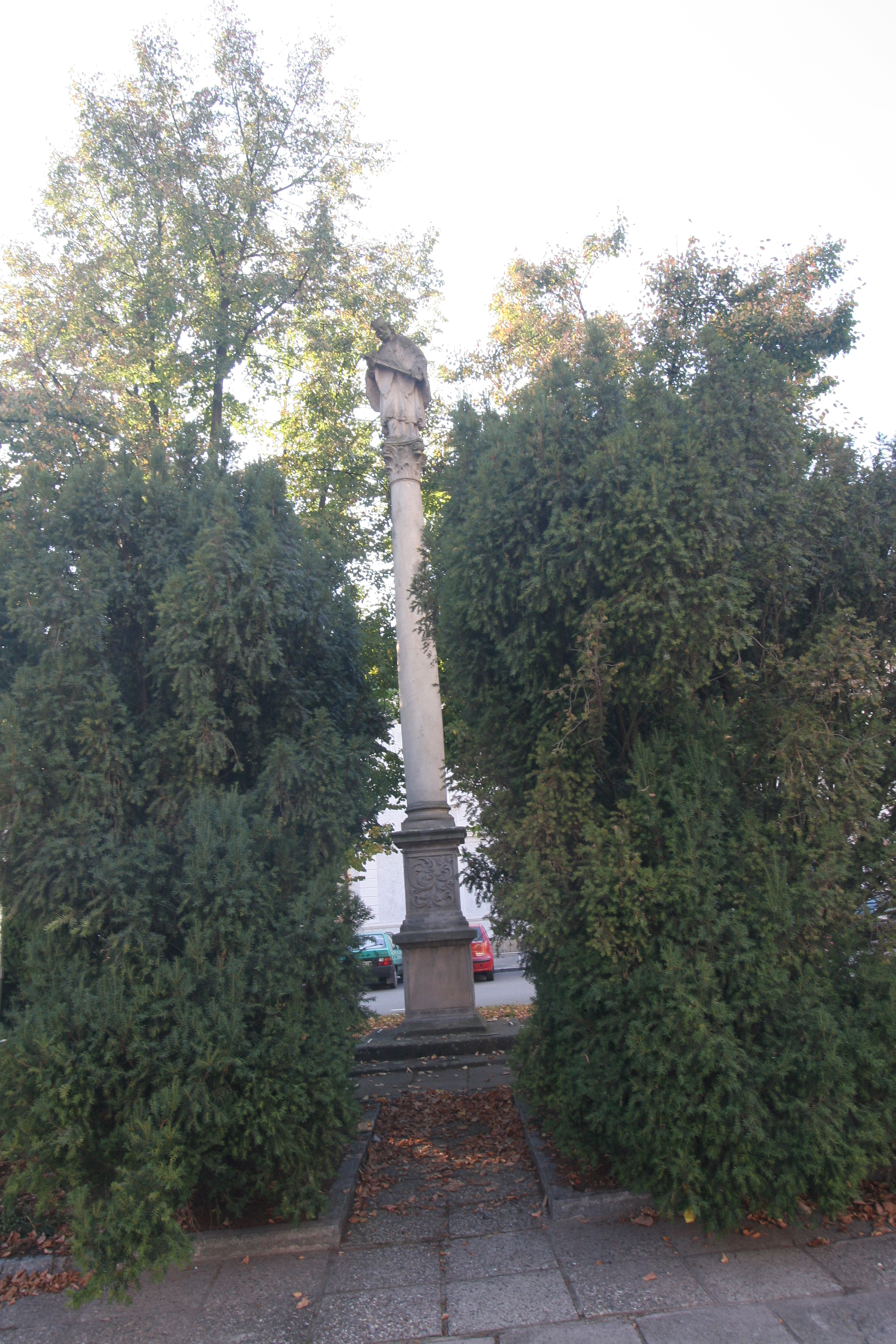
Sloup svatého Jana Nepomuckého v Přelouči
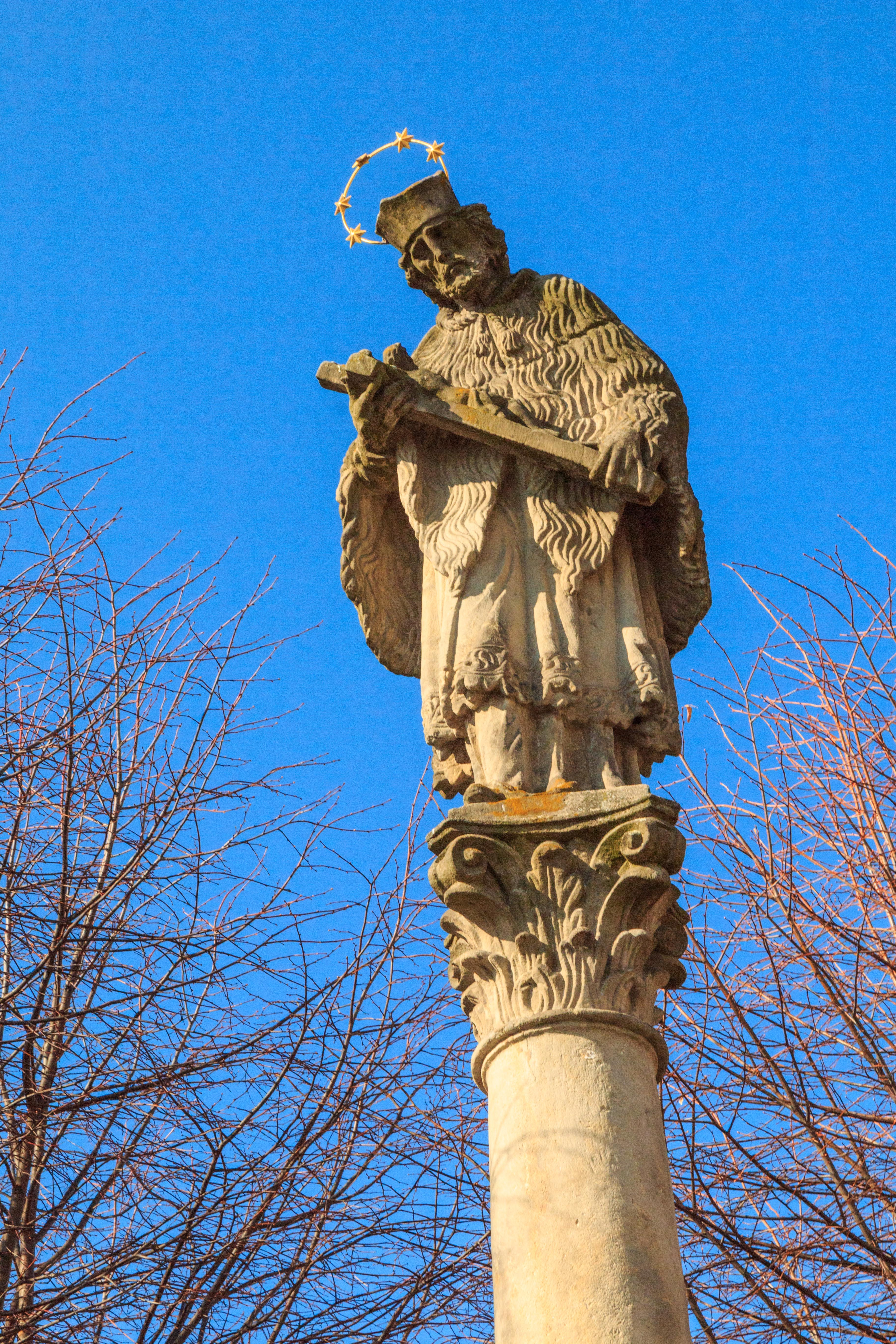
Sloup svatého Jana Nepomuckého v Přelouči